# パプアニューギニアの国章
パプアニューギニアの国章（パプアニューギニアのこくしょう）とは1971年に制定されたパプアニューギニアの徽章。
槍と太鼓の上に鳥が羽を広げているデザイン。

## 構成
- 中央の鳥はパプアニューギニアの国鳥であるアカカザリフウチョウ。幸福と親善のシンボルとして親しまれ、伝統行事にはその尾羽が飾りとして使われる。
- 槍はパプアニューギニアの戦士の持ち物であり、近隣との交易に用いる商品でもあった。刺突とともに投擲もできるようになっており、柄はやや短い。
- ドラムはクンドゥと呼ばれる小型のもの。楽器としての用途だけではなく、かつては通信手段としても使われていた。国民の結束のシンボル。

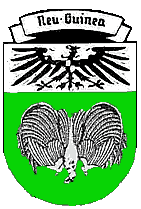
ドイツ統治時代の紋章（1884年～1919年）
オーストラリア委任統治領・ニューギニア準州の紋章（1919年-1949年）
オーストラリア領・パプア準州の紋章（1884年-1949年）